# Acrossocheilus baolacensis
Acrossocheilus baolacensis är en fiskart som beskrevs av Nguyen 2001. Acrossocheilus baolacensis ingår i släktet Acrossocheilus och familjen karpfiskar. Inga underarter finns listade i Catalogue of Life.